# 東尼·艾斯
東尼·艾斯（英語：Tony Eyers）是一位澳大利亚口琴演奏家，以演奏传统民俗音乐而享有盛名，曾多次应邀参加国际口琴盛会。

## 生平
1970年，在耶鲁大学读书时开始接触到口琴。当时出色的波士顿演奏名将Jim Fitting也在耶魯，开始了自己的口琴演奏之路。美国佛蒙特州优秀的小提琴演奏家Phil Bloch当时也在耶鲁，早期受到哥哥Quentin Eyers的影响，他是一位出色的吉他演奏者、音乐制片人和录制工程师。 
1980年前期，回到澳大利亚，从此便开始演奏electric blues，并组建了Fulll House Blues 乐队，该乐队在Britannia 宾馆表演数周後便在Adelaide 远近闻名。1980年后期到雪梨，一度中断音乐生涯。直到1990年中期重新開始。好友John Bridgland介绍了藍草音樂风格的小提琴曲调，從中尝试各种曲调来使演奏变得容易些，并且从中选择了目前使用的曲调。